# Prehistorie van het Tibetaans Plateau

Locatie van het Tibetaans plateau

De prehistorie van het Tibetaanse plateau begint volgens de gangbare betekenis van het begrip prehistorie met de eerste menselijke bewoning en duurt tot het moment dat schriftelijke bronnen uit die tijd beschikbaar zijn. Dat is globaal de periode van 25.000 v.Chr. tot het midden van de zevende eeuw na Christus.

## Staat van onderzoek
Voor 1950 was de archeologische informatie over Tibet beperkt tot enkele berichten van reizigers en missionarissen en tot korte aantekeningen over archeologische ontdekkingen van bijvoorbeeld Peter Aufschnaiter. Tijdens zijn reizen tussen 1925 en 1930 merkte Joeri Rjorich een groot aantal stela op, die hij menhirs noemde. Hij was de eerste die in zijn beschrijving hiervan iets opmerkte over een prehistorie van Tibet. Giuseppe Tucci was de eerste die een groter aantal archeologische monumenten op een meer systematische wijze onderzocht.
Systematisch archeologisch onderzoek op enige schaal in Tibet dateert echter pas vanaf 1950. Onderzoek naar de prehistorie begon feitelijk pas na het einde van de Culturele Revolutie in 1975. Er zijn daarbij een aantal beperkingen. Archeologisch onderzoek vindt in China voor het grootste deel plaats door op provinciaal niveau verankerde overheidsorganen. Westerse archeologen hebben meerdere malen opgemerkt dat de communicatie en samenwerking tussen de verschillende provincies op dat punt zwak is. Onderzoek naar de prehistorie van Tibet is feitelijk onderzoek naar de prehistorie van het Tibetaans plateau. In de huidige politieke situatie is dit gebied nu bestuurlijk een onderdeel van vijf Chinese provincies. Iets meer dan de helft van het gebied van het plateau valt binnen de grenzen van de Tibetaanse Autonome Regio (TAR), het resterende deel maakt deel uit van de provincies Qinghai, Yunnan, Sichuan en Gansu. In de laatste vier provincies is slechts een minderheid van de bevolking van Tibetaanse oorsprong. Een allesomvattend concept van een pan-Tibetaans archeologisch onderzoeksprogramma op het gehele Tibetaanse plateau is om politieke en ideologische redenen in de Volksrepubliek China niet mogelijk.
Archeologie is in China nauw verbonden met de Chinese historiografie. Een aantal westerse archeologen (waaronder Lothar von Falkenhausen) heeft geschreven dat in China archeologie als instrument gebruikt wordt om in de traditionele Chinese geschiedschrijving beschreven gebeurtenissen bevestigd te krijgen. Een archeologisch probleem wordt dus vaak in historische termen vertaald. Archeologie op het plateau was vaak gericht op het vinden van archeologische vindplaatsen, maar minder op het systematisch opgraven en onderzoeken. In de Chinese archeologie is er sprake van een vorm van sinocentrisme, culturele beïnvloeding afkomstig van buiten China wordt als niet-relevant gezien.

## Condities op het plateau
Ongeveer 50.000 jaar geleden (before present of BP, waarbij voor "present" het jaar 1950 genomen wordt) was er op het plateau sprake van een opmars van gletsjers. Temperaturen waren kouder dan nu. Oppervlaktewater en vegetatie waren schaars en een groot deel van het plateau was onbegroeid. De bergen van het plateau waren bedekt met ijs, maar in relatief grote gebieden rond deze bergen heersten periglaciale omstandigheden.
Tussen 50.000 en 25.000 BP begonnen de klimatologische omstandigheden iets te verbeteren. Gletsjers trokken zich terug, de neerslag nam toe en als gevolg daarvan steeg het waterpeil in bergmeren. De temperatuur moet eveneens gestegen zijn. Als gevolg daarvan maakte de woestijn plaats voor steppe. De aanname is, dat dit ook geleid heeft tot een aanzienlijke toename van het aantal hoefdieren op het plateau. Vanaf 25.000 BP is er echter weer sprake van afkoeling en groei van de gletsjers.
Tot eind twintigste eeuw waren enkele auteurs van opvatting dat gedurende het Laatste Glaciale Maximum (22.000 -18.000 BP) over het gehele plateau een ijskap moet hebben gelegen. Onderzoek in de eenentwintigste eeuw heeft echter uitgewezen dat dit niet het geval was en dat de toename van gletsjers een regionaal verschijnsel op delen van het plateau was. Het klimaat koelde echter wel af. Het steppegebied verdween en het plateau had het aride klimaat van een koudewoestijn. Klimaatmodellen laten een gemiddelde jaartemperatuur zien in die periode die varieerde van 12 tot 2 graden Celsius lager dan heden. Het Laatste Glaciale Maximum is ook het begin van een proces van desiccatie op het plateau. Dit is de meer algemene trend. Er zijn echter opnieuw zowel regionale omkeringen als intensiveringen van de trend te constateren.
Op het noordelijk deel van het plateau vond tussen 15.000 en 13.000 BP vorming van duinen plaats. Het oostelijk deel werd tussen 13.000 en 10.000 BP vochtiger en warmer. Als gevolg daarvan ontstonden er in de valleien naaldwouden. In het zuidwesten van het plateau ontstonden er loofbossen. Opnieuw keerden echter aride condities terug, die intensiveerden tot tussen 4000-3000 B.P. Deze trend werd echter onderbroken door vochtigere perioden tussen 9000 - 8200 BP en 7000- 6200 BP. In deze perioden keerden in meer beschermde omgevingen ook naaldwouden terug.
Het is duidelijk, dat er vanaf 6000 BP een afname is van de wouden op het plateau. Er zijn auteurs die dit toeschrijven aan menselijke activiteit . Opnieuw kan echter een verandering in het klimaat niet worden uitgesloten, want vanaf 3000 BP moet de neerslag weer aanzienlijk minder zijn geweest en de temperaturen weer kouder.

## Menselijke aanwezigheid op het plateau in het Paleolithicum
Aan de randen van het plateau zijn fossiele restanten gevonden,zowel van de archaïsche Homo sapiens als de moderne in Yunnan en Shaanxi. Op het plateau is een dergelijke vondst nooit gedaan. In de twintigste eeuw zijn er auteurs geweest die het begin van menselijke aanwezigheid op het plateau voor 50.000 BP dateerden. Hedendaagse westerse auteurs gaan echter uit van aankomst van de eerste mensen op het plateau in een periode van tussen 25.000- 30.000 BP
Er zijn sinds 1975 enkele tientallen plaatsen gevonden die toegeschreven worden aan het laatpaleolithicum. Radiometrische datering is echter maar in enkele gevallen beschikbaar. Naar normen van westerse archeologische opvattingen zijn slechts bij enkele vindplaatsen betrouwbare dateringen mogelijk. In het Tsaidam-bekken zijn stenen messen, instrumenten om huiden te bewerken en jachtwapens gevonden. De meest betrouwbare datering is die tussen 22.000- 18.000 BP. In 1995 werd ongeveer 85 kilometer ten noordwesten van Lhasa een plaats gevonden die 19 afdrukken van voeten en handen bevat in een laag van travertijn. Op basis van optisch gestimuleerde luminescentie kwam hier een datering tot stand tussen 21.700 - 20.600 BP.

## Migratie naar het plateau
Het geringe aantal plaatsen met een betrouwbare datering maakt het moeilijk om de routes van migratie naar het plateau vast te stellen. Er zijn auteurs die op basis van onderzoek met Mitochondriaal DNA formuleren dat de oorspronkelijke bewoners van het plateau van Siberische dan wel in ieder geval Noord-Aziatische afkomst moeten zijn. Hoewel de onderzochte populatie gering in aantal is zijn de meeste westerse auteurs geneigd een afkomst uit het noorden van Azië serieus te nemen.
Brantingham, een Amerikaanse antropoloog heeft mede op basis van archeologische vondsten in het noorden van Azië een wat ander model ontwikkeld. Dit model houdt rekening met de fysiologische uitdagingen van het bestaan op grote hoogte. Mensen als soort zijn niet aangepast aan het leven op grote hoogten van meer dan 5000 meter. Om toch op dergelijke hoogte permanent te verblijven zijn aanpassingen in gedrag, in cultureel en fysiologisch opzicht noodzakelijk.
Op basis van dit soort concepten formuleren Brantingham en anderen een migratie in drie stappen naar het plateau. De eerste stap brengt een populatie vanuit het noorden van Azië naar het laaglandgebied van het noordwesten van China tussen 29.000 en 25.000 BP. De tweede stap brengt de afstammelingen van deze populatie naar het gebied van Kokonor en het oosten van Qinghai op een hoogte van ongeveer 3500 meter. Dat zou omstreeks 25.000 BP gebeurd moeten zijn, maar in ieder geval voor de koudste periode van het Laatste Glaciale Maximum. Tijdens deze twee stap moet de fysiologische aanpassing aan omstandigheden van grote hoogte aangevangen zijn. Tussen 23.000 -22.000 BP moet dan de derde stap gebeurd zijn naar het nog hogere centrale plateau.
Er zijn nauwelijks archeologische vondsten op het Plateau uit de periode tussen 11.000 en 6000 BP. Bij gebrek aan onderzoeksmateriaal kunnen er alleen veronderstellingen worden uitgesproken ten aanzien van mogelijke culturele veranderingen en aanpassingen in de periode na het Laatste Glaciale Maximum. Aanwezigheid van mensen op het Plateau na die periode moet zeer schaars geweest zijn. Nieuwe vestiging van mensen op het Plateau zou tussen 12.000 en 10.000 BP hebben plaatsgevonden in de valleien van een aantal rivieren.
Er zijn een aantal prekeramische vindplaatsen die moeten dateren van de postglaciale en pre-neolitische periode. De meeste van die plaatsen bevatten microlieten. Ook hier ontbreekt echter systematisch onderzoek naar de technologie van de microlieten. Er kunnen dus ook nauwelijks verantwoorde conclusies getrokken worden op basis van dit materiaal ten aanzien van culturele veranderingen of aanpassingen.

## De neolithische periode
De neolithische periode in China kan gekarakteriseerd worden door het ontstaan van sedentarisme, pottenbakken, werktuigen om de grond te bewerken, veeteelt en akkerbouw. Dat geldt ook voor de situatie op het Tibetaans Plateau. Er zijn echter ook aanzienlijke verschillen en de periode op het Plateau duurde aanzienlijk langer dan in China.
Er zijn een aantal vindplaatsen intensief onderzocht. De vroegst te dateren onderzochte nederzetting op het plateau is Karuo nabij de stad Chamdo. Er zijn meer dan 7000 artefacten gevonden. Keramische vormen zoals schalen en vaten hebben decoratieve, vaak geometrische motieven. Het grootste deel is echter maar gedeeltelijk gebakken. Er zijn daarnaast duizenden microlieten en benen werktuigen, zoals naalden, kammen, spintollen alsmede sieraden als hangers en armbanden gevonden. De plaats moet tussen 4.000 en 2.000 jaar v.Chr. bewoond zijn geweest. De bewoners moeten afhankelijk zijn geweest van opbrengsten van jacht, verbouwen van enkele gewassen, waaronder in ieder geval gierst en verzamelen van voedsel. Waarschijnlijk werden varkens al als gedomesticeerde dieren gehouden.
Een tweede belangrijke vindplaats op het plateau is Qugong, ongeveer 10 km ten noorden van het huidige Lhasa. Menselijke bewoning is hier van een aanzienlijk latere periode dan bij Karuo. De plaats moet bewoond zijn vanaf ongeveer 1750 v.Chr. en verlaten zijn omstreeks 1100 v.Chr. Er is bij deze datering dan ook al een aanzienlijke overlap met culturen van de Bronstijd in China, zoals de Qijiacultuur, de Siwacultuur en de Xindiancultuur van het gebied dat nu de huidige provincie Gansu is.
De gevonden keramiek vertoont vergelijkbare stijlkenmerken als bij Karuo, maar is al van veel betere kwaliteit. Ook hier zijn microlieten en benen werktuigen gevonden. Er is slechts een bronzen voorwerp, een speerpunt, gevonden. In de periode tot aan omstreeks 1100 v.Chr. als ook later dateren een groot aantal graven in het gebied. De meeste van de graven dateren uit de periode van de bronstijd. In een van die graven werd een bronzen spiegel gevonden, duidelijk van Centraal-Aziatische afkomst en te dateren tussen 800 en 500 v.Chr.
De meeste onderzoekers die met materiaal uit Qugong hebben gewerkt gaan uit van de veronderstelling, dat deze cultuur zijn oorsprong had in die van Karuo en beschouwd kan worden als een autochtoon Tibetaanse ontwikkeling. Uit de graven kan afgeleid worden dat er nog nauwelijks een vorm van sociale stratificatie had plaatsgevonden.
Meer in het algemeen kan uit vondsten van graven op het plateau worden afgeleid dat er tot aan ongeveer 1800 v.Chr. geen significante sociale stratificatie had plaatsgevonden. Dit is in scherp contrast met ontwikkelingen in lager gelegen gebieden aan de rand van het plateau.
Qugong moet handelsconnecties met culturen in Sichuan en mogelijk Centraal-Azië gehad hebben en technologische kennis zoals metaalbewerking in brons moet tijdens die periode op het plateau zijn geïntroduceerd.

## De herkomst van de Tibetanen
De meest controversiële vraag ten aanzien van de neolithische periode op met name het centrale plateau is het debat over de herkomst van wat nu de Tibetanen zijn. Een aantal modellen zijn gebaseerd op een combinatie van genetische data, archeologische vondsten en linguïstisch onderzoek. De meeste van die modellen gaan uit van een populatie van Tibeto-Birmaans sprekenden die omstreeks 11.000 v.Chr. in het huidige Sichuan aanwezig geweest moet zijn. Die populatie moet de bron geweest zijn voor de vroege neolithische groepen die richting het plateau trokken. De modellen verschillen in de aanname van de routes die deze groepen namen. Er is wel een overeenstemming dat de richting over het algemeen van het oosten naar het westen geweest moet zijn. De modellen gaan ook over het algemeen uit van de opvatting, dat een agrarische bevolking een neolithisch pakket  vanuit laaggelegen gebieden naar het plateau brachten, waar in die periode vrijwel alleen pastoraal nomadendom kon overleven.
Dat is ook de belangrijkste kritiek op die modellen. Ze ontkennen het effect van de overgang naar hoger gelegen gebieden met minder zuurstof en de fysiologische gevolgen daarvan. De kritiek is ook, dat het onmogelijk lijkt dat het meegebrachte  Neolithische pakket  niet fundamentele veranderingen zou moeten hebben ondergaan. Daarnaast is er kritiek op deze modellen, omdat een van drie aspecten (genetische data, archeologische vondsten en linguïstisch onderzoek) steeds stelselmatig zou worden overbelicht.
In het eerste decennium van de eenentwintigste eeuw zijn er ook modellen ontwikkeld die meer uitgaan van een combinatie van zowel demische diffusie als acculturatie. In die modellen wordt ook wel uitgegaan van Sichuan als de meest waarschijnlijke bron voor een neolithisch pakket. In die opvatting kan dan Karuo het gevolg zijn een demische verspreiding vanuit Sichuan. Een verdere verspreiding van het neolithische pakket naar de hoogst gelegen delen van het plateau zou voor een deel van demische aard als het resultaat van acculturatie kunnen zijn.
Een mechanisme als acculturatie zou dan de beste verklaring zijn voor de aanwezigheid van Centraal-Aziatische en Siberische genetische kenmerken in Tibetaanse populaties op de hoogste delen van het plateau. Dit model vereist de aanname van de aanwezigheid van een Mesolithische bevolking op het plateau van voor 11.000 v.Chr. die dat Neolithisch pakket overnam dan wel zich mengde met de nieuwe kolonisten.
Met name vroegere Chinese historici hebben de opvatting naar voren gebracht dat de herkomst van Tibetanen gezocht moet worden bij de Qiang. Dat is nu een van de kleinste van de erkende minderheden in China. In teksten op orakelbotten van omstreeks 1400 v.Chr. wordt melding gemaakt van een groep onder de naam Qiang, die in die periode woonachtig zouden moeten zijn op het oostelijk deel van het plateau. In die teksten wordt ook de domesticatie van de jak aan hen toegeschreven. Het kan echter heel goed dat de benaming Qiang in die periode betrekking had op op een of meerdere van de vele etnische groepen die aan de oostelijke rand van het plateau woonden. Het woord Qiang is ook een generieke Han-term en kan geïnterpreteerd worden als  de ander. Het is een term die gebruikt werd om niet-agrarische, maar vooral nomadische groepen aan te duiden.
Het is duidelijk dat er in de Chinese geschreven geschiedenis lang geen duidelijk idee was over de bevolking van het centrale deel van het plateau. De eerste vermelding die echt over Tibetanen van het centraal plateau handelt dateert al van de tijd van de late Sui-dynastie (581-618) als een delegatie van de Tibetaanse koning Namri Songtsen (overleden 619) in 608 aan het Chinese hof arriveert.
Er bestaat onder hedendaagse tibetologen een grote mate van overeenstemming dat de huidige moderne populatie op het plateau niet Tibetaans is geworden als gevolg van gemeenschappelijke genetische afkomst, maar als gevolg van twee millennia culturele geschiedenis. Ook in de historische periode hebben tot in de achttiende eeuw processen van  tibetanisering plaatsgevonden.

## Zhangzhung
Zhangzhung was een pre-boeddhistische beschaving en gebied in het westen en noordwesten van het plateau. De aanvangsperiode van deze cultuur is rond 550 v.Chr.
Er is vanaf eind twintigste eeuw een groeiende wetenschappelijke interesse in de historie van het gebied. Dat heeft geleid tot intensief archeologisch onderzoek in het gebied.Het is met name John Vincent Belleza die vanaf 1998 zeer veel onderzoek gedaan heeft. Hij heeft ongeveer 700 vindplaatsen onderzocht alsmede 50 plaatsen met rotstekeningen en petrogliefen. De vondsten tonen meer gelijkenis met culturen uit het noorden van Azië dan met die uit bijvoorbeeld India of het oosten van Azië. De meeste vondsten dateren vanaf een periode van na 1000 v.Chr., maar voor de komst van het boeddhisme op het plateau aan het eind van de zevende eeuw. Belleza combineert deze vondsten met bestaande religieuze teksten van de bön, mythes, mondelinge overlevering en schetst op die wijze een archaic cultural horizon van Zhangzhung.

### Kenmerken van de cultuur van Zhangzhung
- Een op clans gebaseerde samenleving, die onderling voortdurend strijd leverden. Er was een koninklijke dynastie, maar net als in het Tibetaanse rijk was de koning meer een primus inter pares die slechts zeker kon zijn van zijn positie zolang de clanleiders hem wensten te ondersteunen.
- In delen van Zhangzhung waren sedentaire nederzettingen aanwezig op een hoogte die nergens anders in de wereld is aangetroffen. Die hoogte kon 5400 meter bedragen. Er was vanaf ongeveer 3000 v.Chr. een duidelijke verslechtering van klimatologische omstandigheden op het Tibetaans Plateau. Gedurende de periode van de beschaving van Zhangzhung moet het klimaat verslechterd zijn. Archeologisch onderzoek heeft uitgewezen dat permanente verblijfplaatsen op een hoogte van meer dan 4300 meter omstreeks uiterlijk 1200 verlaten waren.
- Een zekere gestratificeerde sociale structuur, die blijkt uit de aanwezigheid van koninklijke graftomben.
- Een cultuur met een zekere uniformiteit over een groot gebied. Rotstekeningen en petrogliefen hebben een aanzienlijke stilistische overeenkomst. De bouw van huizen en burchten vertoont grote overeenkomsten. In het hele gebied was sprake van een gemengd pastoraal nomadendom met landbouw, aangevuld met jacht op groot wild. Met het verslechteren van de klimatologische omstandigheden werden de mogelijkheden voor landbouw op grote hoogte steeds geringer.
- Een cultuur die meer in contact stond met volkeren in het noorden van Azië dan met het gebied ten zuiden van de Himalaya.
- Een cultuur met al complexe religieuze systemen. De grote hoeveelheid necropolis, grafheuvels,tempels, etc. maakt duidelijk, dat er een geloof was in een omvangrijk pantheon. Khyunglung is een groot grottencomplex aan de rivier de Sutlej. In vroegere literatuur werd Khyunglung wel gezien als de hoofdstad van Zhangzhung. Recent onderzoek maakt echter duidelijk, dat de grotten vooral gebruikt werden voor religieuze bijeenkomsten en als een plaats waar personen, die verantwoordelijk waren voor het uitvoeren van rituelen bijeenkwamen. Die uitvoerders van rituelen zouden de bön geweest kunnen zijn.

## Centraal-Tibet
Er zijn veel Tibetaanse graven gevonden die dateren uit de eeuwen voor het Tibetaanse rijk en de vroege historische periode. Begraven was in die periode duidelijk de meest voorkomende vorm. Het stoffelijk overschot in een kist of mand op een rivier plaatsen kwam ook voor. De mythe van Drigum Tsenpo is daar een sterke aanwijzing voor. Crematie en luchtbegrafenis waren in die periode onbekend. Het begraven van koningen moet in prehistorische tijd gepaard zijn gegaan met – ook menselijke – offers. Er zijn in Centraal-Tibet buiten die graven en versterkte forten van clanleiders nauwelijks archeologische vondsten gedaan uit de periode van het laatste deel van de prehistorie.
Ook in Centraal-Tibet was sprake van een op clans gebaseerde samenleving. Vanaf de vijfde eeuw wisten sommige clanleiders meer permanent anderen aan zich te binden. Aan het eind van de zesde eeuw was de clanleider met de titel Tsenpo die heerste in het gebied van de Yarlung-vallei de belangrijkste geworden. Die dynastie werd in de historische tijd de monarchie van het Tibetaanse rijk.